# Sandro Veronesi
Sandro Veronesi (* 1. dubna 1959 Florencie, Toskánsko) je italský romanopisec, esejista a žurnalista. Je také autorem scénářů, povídek, básnické sbírky, divadelní hry aj. Za své dílo obdržel řadu literárních cen, včetně dvou nejprestižnějších italských cen Premio Strega. Podle několika jeho románů byly natočeny filmy.

## Život a dílo
Vystudoval architekturu na Univerzitě ve Florencii. Spolupracuje s řadou novin a literárních časopisů, jeho články jsou publikovány v la Repubblica, v La Gazzetta dello Sport aj., své eseje uveřejnil například v denících Il manifesto, l'Unità,La Gazzetta del Prato. Je zakladatelem vydavatelství Fandango Libri a webového rádia RadioGas. Jeho bratr je režisér Giovanni Veronesi.
Literárně debutoval jako básník, v roce 1984 vydal sbírku poezie Il resto del cielo, později se věnoval próze. Svůj první román Per dove parte questo treno allegro vydal v roce 1988. Za román La forza del passato z roku 2000 dostal Premio Viareggio L. Repaci a Premio Campiello. Román Caos calmo z roku 2005 získal v roce 2006 Cenu Strega. Román byl přeložen do více než 20 jazyků a získal mimo jiné Prix Femina 2008 za nejlepší zahraniční román a Prix Mediterranée 2008. Za knihu XY získal Veronesi v roce 2011 Flaiano Prize a Superflaiano Prize. Premio Bagutta dostal v roce 2015 za knihu Terre rare. Cenu Strega obdržel podruhé v roce 2020 za román Il colibrì, který vyšel česky pod názvem Kolibřík. Knihu osobně představil v roce 2021 na Světě knihy v Praze.
Podle románu La forza del passato byl roce 2002 natočený stejnojmenný film. I román Caos calmo se stal v roce 2008 předlohou stejnojmenného filmu, film reprezentoval Itálii v roce 2008 v Berlíně. Román Gli sfiorati byl pod stejným názvem zfilmován v roce 2011. Scénáře napsal Veronesi pro filmy Maramao, 1987; Ultimo respiro, 1992; Cinque giorni di tempesta, 1997; Streghe verso nord, 2001; režie Giovanni Veronesi.
V roce 2003 napsal divadelní hru No man's land. Terra di nessuno.